# کشتی جنگی (فیلم)
کشتی جنگی (به انگلیسی: Battleship) فیلمی است آمریکایی محصول سال ۲۰۱۲ در سبک علمی-تخیلی. این فیلم به کارگردانی پیتر برگ و توسط یونیورسال پیکچرز ساخته شده‌است. داستان این فیلم مربوط به حمله موجودات فضایی به زمین و جنگ دریایی ناوها در اقیانوس آرام با آن‌ها است. بازی کشتی‌های جنگی الهام‌بخش موضوع این فیلم بوده‌است.
این فیلم در آغاز قرار بود در سال ۲۰۱۱ اکران شود اما اکران آن در بریتانیا در ۱۱ آوریل ۲۰۱۲ و در در ایالات متحده در ۱۸ مه ۲۰۱۲ انجام شد. نخستین اکران بین‌المللی آن سوم آوریل ۲۰۱۲ در توکیو انجام شد.
داستان فیلم از آنجا آغاز می‌شود که در سال ۲۰۱۲ دانشمندان با استفاده از تلسکوپ‌های رادیویی هاوایی سیاره ای با احتمال وجود حیات میابند و به آن سیگنالی می‌فرستند.
در این سو دو برادر به نام هاپر وارد نیروی دریایی می‌شوند و هاپر کوچک عاشق دختر فرمانده می‌شود.
هنرپیشگان اصلی فیلم تیلور کیچ، لیام نیسون، الکساندر اسکاشگورد، ریانا، بروکلین دکر و تادانابو آسانو هستند.

## داستان
در سال ۲۰۰۵، سیاره‌ای به‌نام سیاره جی که در منطقهٔ زیست‌پذیر ستاره‌ای قرار دارد و احتمال سکونت در آن می‌رود، کشف می‌شود. در سال ۲۰۰۶، مجموعه‌ای برای برقراری ارتباط با حیات فرازمینی در جزیرهٔ اوآهو ساخته می‌شود. در همان‌جا، الکس هاپر به‌دلیل تلاش برای تحت تأثیر قرار دادن سامانتا "سم" شِین، دختر دریاسالار ترنس شین، دستگیر می‌شود. برادرش، فرمانده استون هاپر، او را مجبور می‌کند به نیروی دریایی ایالات متحده بپیوندد.
شش سال بعد، الکس با درجهٔ ستوان در ناوشکن یواس‌اس John Paul Jones خدمت می‌کند و با سامانتا، که فیزیوتراپیست مجروحان نظامی است، وارد رابطه شده است. استون، در حالی‌که یک افسر نمونه و فرماندهٔ ناوشکن یواس‌اس Sampson است، با برادری سرکش روبه‌روست که علی‌رغم استعدادش، با خطر اخراج انضباطی از ارتش مواجه است.
در جریان رزمایش ریمپک ۲۰۱۲، پنج سفینهٔ بیگانه وارد زمین می‌شوند. یکی از آن‌ها با یک ماهواره برخورد کرده و به داخل برج بانک چین در هنگ‌کنگ سقوط می‌کند، و بقیه در آب‌های اطراف هاوایی فرود می‌آیند. ناوشکن‌های Sampson، John Paul Jones و ناوشکن ژاپنی Myōkō یک سازهٔ شناور را کشف می‌کنند که یک میدان نیروی نفوذناپذیر ایجاد کرده و جزایر هاوایی و این سه ناوشکن را از بقیهٔ جهان جدا می‌سازد و تمام رادارها و ارتباطات را مختل می‌کند.
سه ناوشکن بیگانه از آب بیرون می‌آیند، و تماس اولیه میان انسان‌ها و بیگانگان به نبرد منجر می‌شود، وقتی انسان‌ها برای هشدار شلیک می‌کنند. ناوشکن Myōkō نابود می‌شود، Sampson با تمام خدمه‌اش از جمله استون غرق می‌شود، و تمامی افسران ارشد John Paul Jones کشته می‌شوند. الکس، به‌عنوان بالاترین درجه‌دار باقی‌مانده، با بی‌میلی فرماندهی کشتی را به عهده می‌گیرد. آن‌ها ابتدا بازماندگان Myōkō از جمله ناخدا یوگی ناگاتا را نجات می‌دهند، در حالی‌که پهپادهای بیگانه پایگاه‌های نظامی اوآهو را نابود می‌کنند.
در همین حال، سامانتا، به‌همراه میک کانالس، سرهنگ دوم بازنشستهٔ ارتش آمریکا و دوپا قطع‌شده، حین کوه‌پیمایی در نزدیکی ایستگاه ارتباطی، با حضور بیگانگان روبه‌رو می‌شوند. آن‌ها با دانشمندی به‌نام کال زاپاتا مواجه می‌شوند که می‌گوید بیگانگان کنترل ایستگاه را در دست گرفته‌اند تا با سیاره‌شان تماس برقرار کنند. خدمهٔ John Paul Jones یک بیگانه را به اسارت می‌گیرند که از طریق ارتباط ذهنی تصاویری از نبردهای بین‌سیاره‌ای و نابودی سیارات را به الکس نشان می‌دهد.
گروهی از بیگانگان برای نجات هم‌رزم خود به کشتی نفوذ می‌کنند. یکی از آن‌ها با زره‌ای که در برابر گلوله مقاوم است، شروع به خرابکاری می‌کند، اما با توپ ۵ اینچی مارک ۴۵ کشتی نابود می‌شود. کلاه‌خود بیگانه نشان می‌دهد که چشمانشان به نور خورشید حساس است. در ساحل، سامانتا، میک و کال با استفاده از طیف‌سنج کال، از طریق رادیو به John Paul Jones اطلاع می‌دهند که بیگانگان در صدد تماس با سیاره‌شان هستند و به‌احتمال زیاد درخواست نیروی کمکی خواهند کرد؛ زمانی که ماهوارهٔ ایستگاه در مدار مناسب قرار بگیرد، تنها چهار ساعت باقی مانده است.
با فرارسیدن شب، ناگاتا پیشنهاد می‌دهد از بویه‌های هشدار سونامی متعلق به اداره ملی اقیانوسی و جوی (NOAA) برای ردیابی کشتی‌های بیگانه بدون استفاده از رادار استفاده کنند. این روش موفقیت‌آمیز است و آن‌ها دو ناوشکن بیگانه را نابود می‌کنند. سومین کشتی بیش از حد چابک است، پس با هدایت آن به سمت شرق و طلوع خورشید، خدمه با شلیک از پنجره‌های پل فرماندهی آن را کور می‌کنند و با کمک نور خورشید نابودش می‌سازند. با این حال، تلاش برای هدف‌گیری ایستگاه ارتباطی با شکست روبه‌رو می‌شود و John Paul Jones با حملهٔ پهپادها غرق می‌شود، اما الکس، ناگاتا و چند ملوان دیگر جان سالم به‌در می‌برند.
بازماندگان، رزم‌ناو بازنشستهٔ جنگ جهانی دوم، یواس‌اس Missouri را با کمک کهنه‌سربازان نیروی دریایی به حرکت درمی‌آورند. سازهٔ شناور مشخص می‌شود که یک سفینهٔ مادر عظیم است، اما Missouri میدان نیرو را از کار می‌اندازد و این امکان را به دریاسالار شین می‌دهد که جنگنده‌ها را از ناو هواپیمابر یوا Ronald Reagan به پرواز درآورد. یکی از برجک‌های توپخانهٔ کشتی که حامل آخرین گلوله است از کار می‌افتد و خدمه مجبور می‌شوند آن را دستی به برجک دیگر منتقل کنند. سامانتا، میک و کال در ایستگاه ارتباطی بیگانگان را معطل می‌کنند و میک یکی از سربازان بیگانه را می‌کشد. الکس با شلیک آخرین گلوله، ایستگاه را نابود می‌کند. با این کار، Missouri بی‌دفاع می‌ماند، اما پهپادهای مهاجم توسط جنگنده‌های سوپر هورنت بوئینگ اف/ای-۱۸ نابود می‌شوند و نیروهای کمکی با بمباران گسترده، تهدید بیگانه را از بین می‌برند.
الکس به درجهٔ سرگرد نیروی دریایی ایالات متحده ارتقا می‌یابد و ستاره نقره‌ای به‌همراه نشان صلیب نیروی دریایی که به‌طور پس از مرگ به برادرش اهدا شده، دریافت می‌کند. دریاسالار شین به او وعده می‌دهد که به‌زودی فرماندهی کشتی خود را به دست خواهد آورد و حتی برای پیوستن به نیروهای ویژهٔ نیروی دریایی آمریکا (نیوی سیلز) معرفی می‌شود. الکس از او درخواست می‌کند که اجازهٔ ازدواج با سامانتا را بدهد. دریاسالار در ابتدا مخالفت می‌کند، اما سپس او را به صرف ناهار دعوت می‌کند.